# Cissampelos owariensis
Cissampelos owariensis är en tvåhjärtbladig växtart som beskrevs av Ambroise Marie François Joseph Palisot de Beauvois och Dc.. Cissampelos owariensis ingår i släktet Cissampelos och familjen Menispermaceae. Inga underarter finns listade i Catalogue of Life.